# Fredlig kampfisk
Fredlig kampfisk (Betta imbellis)  är en fiskart som beskrevs av Ladiges, 1975. Arten kallas fredlig för att den inte uppvisar samma aggressivitet som sin släkting Siamesisk kampfisk. Betta imbellis ingår i släktet Betta och familjen Osphronemidae. IUCN kategoriserar arten globalt som livskraftig. Inga underarter finns listade.

## Bildgalleri

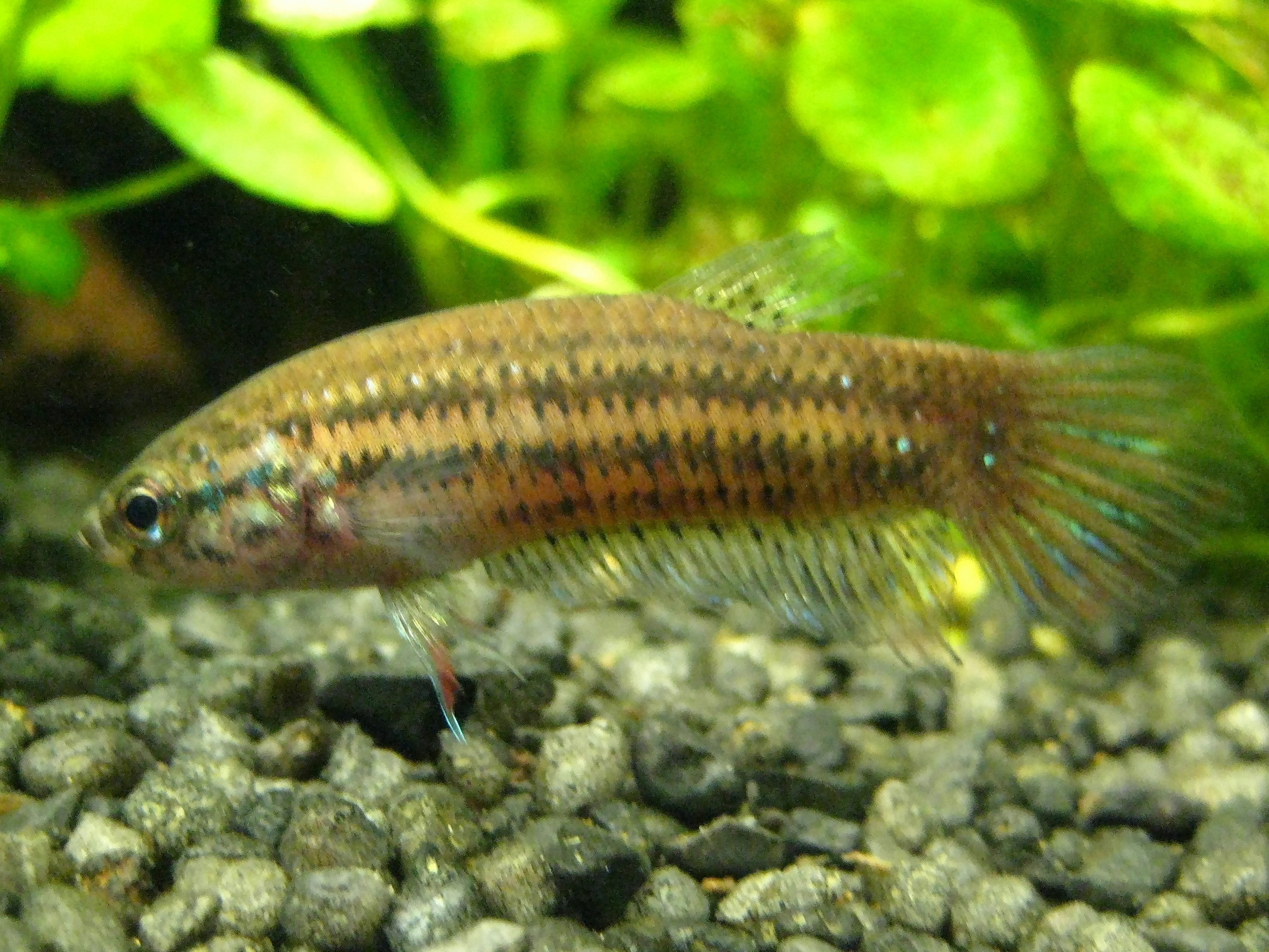